# Joan Hartigan

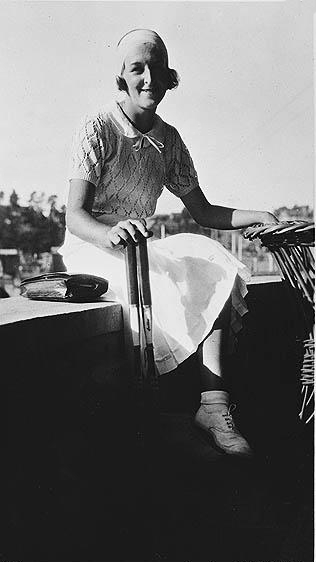
Joan Hartigan, 1933

Joan Hartigan Bathurst (* 6. Juni 1912 in Sydney; † 31. August 2000) war eine australische Tennisspielerin.
Sie gewann in ihrer Laufbahn dreimal (1933, 1934 und 1936) die Australischen Meisterschaften und stand 1934 und 1935 im Halbfinale von Wimbledon.
Am 12. April 1947 heiratete sie Hugh Moxon Bathurst of Melbourne.